# Sázka Simona s Ehrlichem
V roce 1980 uzavřeli ekonom Julian L. Simon a biolog Paul R. Ehrlich známou sázku ohledně vzácnosti přírodních zdrojů v 80. letech. Simon nechal Ehrlicha, aby si vybral pět libovolných kovů. Ehrlich vybral měď, chrom, nikl, cín a wolfram. Simon se vsadil, že jejich ceny klesnou, zatímco Ehrlich zastával názor, že stoupnou. Ehrlich sázku prohrál a ceny všech inkriminovaných kovů měly klesající trend až do roku 2002, kdy se ceny kovů obecně začaly zvyšovat vzhledem k narůstající poptávce Číny a Indie.
V roce 1968 napsal Ehrlich populární knihu Populační bomba, ve které spekuloval, že se lidstvo řítí do demografické katastrofy – podle Ehrlicha rostl počet obyvatel na celém světě tak rychle, že měl překonat možnosti zásobování potravinami a obecně přírodními zdroji. Simon, jakožto ekonom, se k takovým tvrzením stavěl značně skepticky. 
V reakci na Ehrlichovo tvrzení „kdybych byl gambler, vsadil bych se, že v roce 2000 už Velká Británie nebude existovat“, které ovšem Simon označil za příliš hloupé, než aby se jím zabýval, Simon vyzval Ehrlicha, aby „podepřel svá tvrzení svou peněženkou“ a v časopise Čtvrtletník sociální vědy zveřejnil svou vlastní veřejnou výzvu. Oznámil, že je hotov vsadit 10 000 dolarů na svůj předpoklad, že cena surových materiálů nenacházejících se pod kontrolou světových vlád (vč. obilí a ropy) nebude v dlouhodobé perspektivě růst. Korelace s Ehrlichovou „teorií populační bomby“ je jasná: pokud by měl Ehrlich pravdu, vybrané suroviny by byly stále nedostatkovější a podle zákonitostí trhu by nevyhnutelně rostla i jejich cena.
Ehrlich a jeho kolegové z Římského klubu vybrali pět kovů, u nichž předpokládali velký nárůst ceny: chrom, měď, nikl, cín a wolfram. Potom papírově (virtuálně) „koupili“ množství každého kovu odpovídající ceně 200 dolarů, tj. v celkové hodnotě 1 000 USD v cenách platných 29. září 1980. Jako datum splatnosti sázky určili 29. září 1990, tedy o 10 let později. Sázka byla uzavřena tak, že pokud by ceny kovů upravené o inflaci stouply, Simon by Ehrlichovi „doplatil“ rozdíl jejich ceny oproti té kupní v roce 1980. V opačném případě by Ehrlich & spol. zaplatili Simonovi.
Mezi roky 1980 a 1990 se počet obyvatel Země zvětšil o více než 800 milionů lidí – jednalo se o největší přírůstek na dekádu v celé známé historii. K září 1990 nicméně ceny všech pěti kovů klesly, a to v některých případech až na dno. Cena chromu, který se v roce 1980 prodával za 3,90 USD za libru klesla v roce 1990 na 3,70 USD na libru. Cín, který se v roce 1980 prodával za 8,72 USD za libru zlevnil za oněch deset let na 3,88 USD za libru.
V říjnu 1990 tedy Paul Ehrlich jako zástupce poražené strany zaslal Julianu Simonovi šek na 576,07 USD, čímž vyrovnal svůj dluh vůči němu.